# Leucospis glaesaria
Leucospis glaesaria är en stekelart som beskrevs av Engel 2002. Leucospis glaesaria ingår i släktet Leucospis och familjen Leucospidae.
Artens utbredningsområde är Dominikanska republiken. Inga underarter finns listade i Catalogue of Life.